# Tumbatu
Tumbatu ist eine der Nordwestküste der Insel Sansibar (Unguja) 6 km vorgelagerte Insel von Tansania. Sie liegt rund 40 km vor der Küste Ostafrikas und ist von einem dichten Saumriff umgeben.

## Geographie
Die längliche Insel ist in den Küstenregionen dünn besiedelt. Gomani, Hauptort der Insel, liegt an der Ostküste; weitere Siedlungsorte finden sich an der Südost- und der Südküste. Der dicht bewaldete West- und Nordteil der Insel ist kaum besiedelt.
Auf einer kleinen, der Nordspitze von Tumbatu vorgelagerten unbewohnten Nebeninsel befindet sich ein automatisches Leuchtfeuer.

## Bevölkerung
Die Bevölkerung spricht einen eigenen Kisuaheli-Dialekt Kitumbatu.

## Verwaltung
Auf Tumbatu befinden sich zwei von insgesamt 28 wards des Distrikts Unguja Kaskazini ‘A’ der tansanischen Region Unguja Kaskazini, nämlich Gomani im Norden (Inselhauptort, 6813 Einwohner) und Jongowe im Süden (2667 Einwohner, jeweils 2002).